# یکپارچه‌سازی اقتصادی
یکپارچه‌سازی اقتصادی (به انگلیسی: integration) یا ادغام اقتصادی فرایندی در اقتصاد است و با هدف توسعه کسب‌وکار به‌منظور افزایش فروش و کسب سود بیشتر، همچنین بدست آوردن کنترل می‌باشد.
سه نوع ادغام وجود دارد: ادغام رو به عقب (توسعهٔ قابلیت‌های عرضه به منظور بدست آوردن سود و کنترل بیشتر)، ادغام عمودی و ادغام افقی (شرکتی، شرکت‌های تولیدی رقیب خود را خریده و تحت مالکیت خود درمی‌آورد).
ادغام عمودی ترکیب دو فعالیت تجاری است که در دو سطح متفاوت از تولید قرار دارند. برای مثال یک شرکت تولیدکننده مواد غذایی و یک فروشگاه زنجیره‌ای. ترکیب در این روش با فراهم نمودن چیزی برای چرخه تولید (که به مصرف‌کننده نهایی نزدیک تر است) به عنوان ادغام عمودی رو به جلو شناخته می‌شود.
ادغام عمودی می‌تواند با ادغام افقی که همانا ترکیب فعالیت‌های تجاری که در یک سطح تولید قرار دارند (مثل دو سوپر مارکت یا دو کارخانه تولید مواد غذایی) مقابله کند. ترکیب با چیزی که چرخه را تقویت می‌کند (اگر یک شرکت تولیدکننده مواد غذایی با یک مجتمع کشت و صنعت ترکیب شود) به عنوان ادغام عمودی رو به عقب شناخته می‌شود. گاهی ادغام دو سازمان که در دو مسیر تجاری کاملاً متفاوت قرار دارند بر ادغام اختلاطی شرکت‌ها ارجحیت دارد.
ادغام افقی، در کسب‌وکار یک استراتژی می‌باشد که در آن، شرکتی، شرکت‌های تولیدی رقیب خود را خریده و تحت مالکیت خود درمی‌آورد. برای نمونه یک شرکت تولیدکننده مواد غذایی که در یک صنعت فعالیت می‌کند را تصور کنید، که یک کارخانه تولیدی دیگر، که در همان صنعت موردنظر فعال است، را تصاحب می‌نماید.
هدف از این ادغام‌ها، افزایش انحصار و قدرت بازاری شرکت جدید است، که اغلب به کاهش رفاه مصرف‌کنندگان می‌انجامد. در حالی‌که منافع این ادغام گاهی بسیار زیاد است.
در پی کاهش رقابت، این استراتژی ممکن است، با تغییر ساختار هزینه‌ای شرکت، شاهد افت قیمت محصول نیز باشیم. همچنین هزینه‌های تحقیق و توسعه نیز در شرایط جدید توجیه دارند. صرفه‌های مقیاس و گسترش بازارهای جدید و تنوع بیشتر محصولات از دیگر منافع این نوع ادغام هستند. هر چند در دنیا موانع قانونی برای این نوع ادغام وجود دارد، اما پس از اطمینان از نبود آسیب به رفاه اجتماعی، اجازه آن را صادر می‌کنند.